# Euseius takhti
Euseius takhti är en spindeldjursart som först beskrevs av Shahid, Siddiqui och Mohammad Nazeer Chaudhri 1984.  Euseius takhti ingår i släktet Euseius och familjen Phytoseiidae. Inga underarter finns listade i Catalogue of Life.